# Alfred Wallon
Alfred Wallon (* 20. Mai 1957) ist ein deutscher Autor.

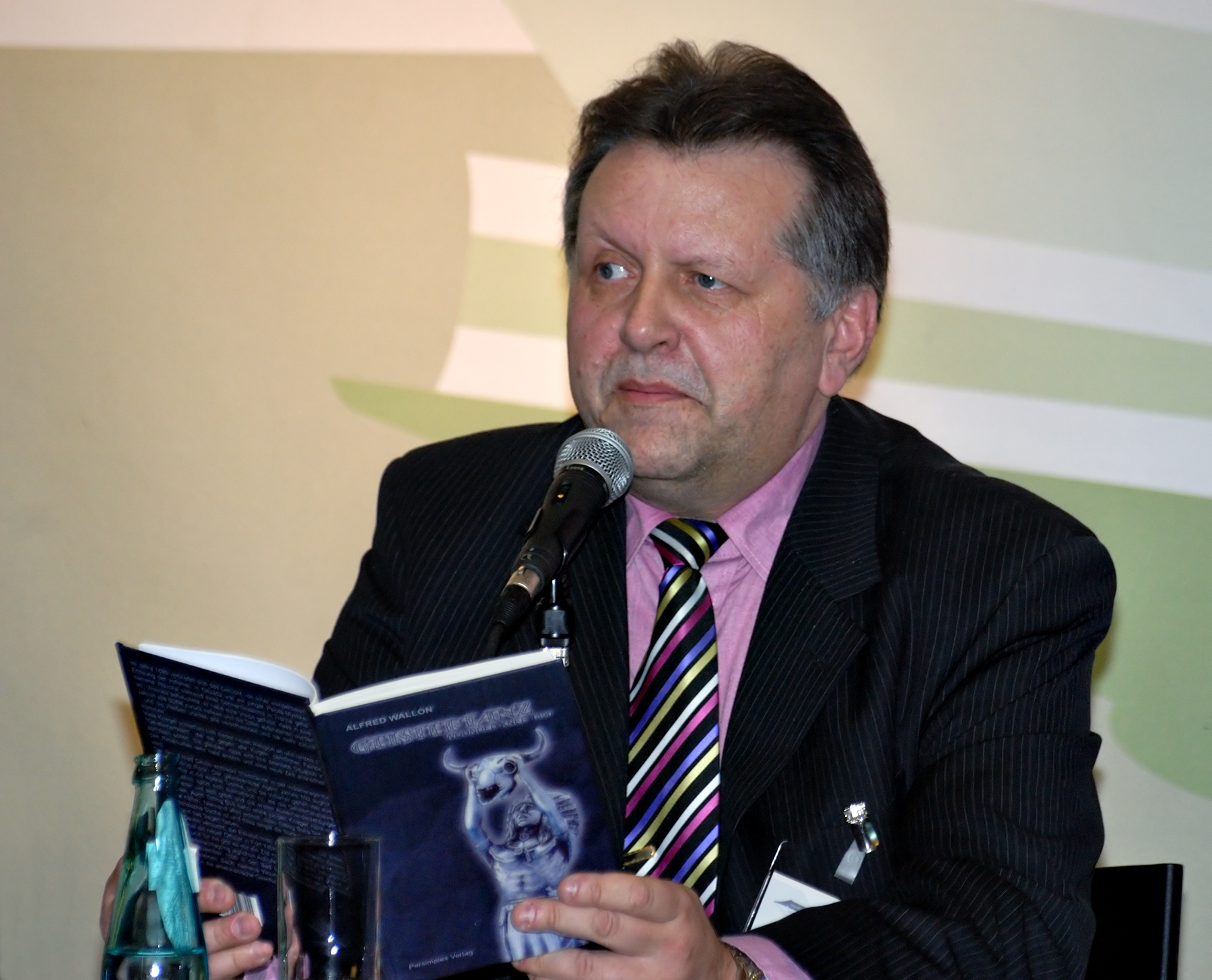
Alfred Wallon (2008)

## Leben
Wallon veröffentlichte 1981 im Kelter Verlag seinen ersten Western Die Dollarwölfe von Abilene als Band Nr. 41 in der Reihe US Western. Es folgten die Nummern 58, 71, 85 und 94. Danach schrieb Wallon in den Westernreihen des Marken Verlages mit (Western Wolf Nr. 264 + 268, Bronson Nr. 12, 19 + 30). Anschließend war er als Autor bei Kommissar X tätig und verfasste auch Liebesromane. In den 1990er Jahren wandte sich Wallon dem phantastischen Genre zu und schrieb mit Marten Munsonius die Endzeitserie Corrigan. Aus seiner Feder stammt auch die Fantasyserie Thorin und die ersten Bände der Horrorserie Murphy.
Insgesamt schrieb Wallon mehr als 150 Heftromane, Taschenbücher und Paperbacks der Unterhaltungsliteratur. Seit 2005 ist Wallon wieder verstärkt im Westerngenre tätig. Im Bastei-Verlag hat er in der Reihe Western-Legenden 18 der 100 Bände verfasst, alle mit historischen Themen.
Durch sein Engagement für den historischen Western wurde er im Juli 2006 Mitglied bei den „Western Writers of America“.
Seit Herbst 2006 hat Alfred Wallon den Markt der Heftromane weitgehend verlassen und ist nun im Buchsektor aktiv. Für den Persimplex-Verlag hat er den historischen Indianerroman Geistertanz – Wounded Knee 1890 verfasst, der zur Leipziger Buchmesse im März 2008 als Hardcover erschienen ist. Ein weiterer Indianerroman über den Apachen Mangas Coloradas wurde ebenfalls vom Persimplex Verlag im September 2008 veröffentlicht. Im Frühjahr 2010 folgte der Roman „Untergang am Little Big Horn“ sowie der historische Bürgerkriegsroman „Quantrill“. Im Herbst 2011 startete Wallon im Persimplex-Verlag die Buchreihe PATHFINDER mit historischen Romanen über Mountain-Men, Trapper und Abenteurer. Die ersten drei Bücher sind Erzählungen aus dem Leben von Jedediah Smith, Daniel Boone sowie Lewis & Clark.
Für den Mohlberg Verlag konzipierte Alfred Wallon die Serie Civil War Chronicles – eine Serie über den Amerikanischen Bürgerkrieg sowie eine Reihe mit historischen Einzelromanen zur amerikanischen Pioniergeschichte. Der erste Band „Kampf der Giganten“ erschien Ende 2010. Darüber hinaus startete Alfred Wallon im Oktober 2008 die Neuauflage seiner historischen Westernserie Rio Concho als Paperback im Mohlberg-Verlag.
Im Action Verlag erschienen mehrere Hörbücher von Alfred Wallon – unter anderem auch der SF-Endzeitthriller Dark Worlds als exklusive Neuveröffentlichung. Eine Printausgabe ist für Frühjahr 2014 im Verlag Torsten Low geplant.
Für den BLITZ-Verlag, Windeck konzipierte er die Taschenbuchreihe Arizona Legenden, die im April 2013 startet und historische Romane beinhaltet, deren Handlung im Südwesten der USA angesiedelt ist (Arizona und New Mexico).
Zusammen mit dem britischen Autor David Whitehead schrieb er die historischen Western „All Guns Blazing“ und „Cannon for Hire“, die unter dem gemeinsamen Pseudonym Doug Thorne im November 2008 und 2010 beim Verlag Robert Hale in London erschienen sind. Mittlerweile gibt es auch E-Books von beiden Titeln. Die Zusammenarbeit mit David Whitehead führte außerdem dazu, dass Wallons Westernserie Rio Concho ab Mai 2013 beim englischen Verlag Piccadilly Publishing als E-Book erschien.